# كارل تايلور (لاعب كرة قاعدة)
كارل تايلور (بالإنجليزية: Carl Taylor)‏ هو لاعب كرة قاعدة أمريكي، ولد في 20 يناير 1944 في ساراسوتا في الولايات المتحدة.

## وصلات خارجية
- كارل تايلور على موقعبيزبول رفرنس.كوم (الدوري الرئيسي) (الإنجليزية)
- كارل تايلور على موقعبيزبول رفرنس.كوم (الدوري الثانوي) (الإنجليزية)